# Приміський поїзд

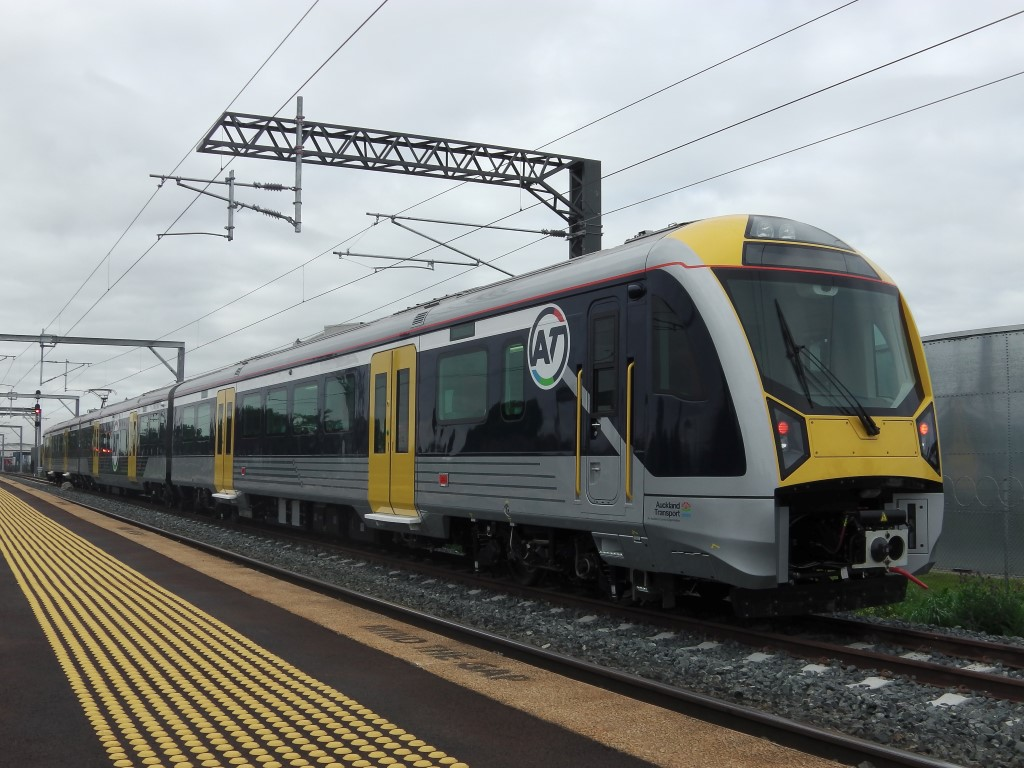
Приміський поїзд класу AM у Пухінуї в 2013 році, представлений як частина електрифікації залізниці в Окленді.

Приміськи́й по́їзд (П) — за класифікацією Міністерства інфраструктури України, що є чинною з 2011 року, — поїзд, сформований з вагонів, для перевезення пасажирів та ручної поклажі (багажу) у приміському сполученні.
Потреба у внесенні змін виникла у зв'язку з розробкою нової системи класифікації пасажирських поїздів згідно з Указом Президента України "Про Національний план дій на 2011 рік щодо впровадження Програми економічних реформ на 2010—2014 роки «Заможне суспільство, конкурентоспроможна економіка, ефективна держава», а також із проведенням заходів у рамках підготовки до Чемпіонату Європи з футболу 2012 року.

## Розвиток приміських перевезень
Перші поїзди були саме приміськими, оскільки слідували на невеликі відстані і часто зупинялися — внаслідок малої потужності перших парових двигунів, що застосовувалися тоді на паровозах, не було сенсу заради збільшення середньої швидкості зменшувати кількість зупинок. З впровадженням двигунів внутрішнього згоряння і електродвигунів приміські перевезення виділилися в окрему категорію і стали нести на собі соціальну функцію.
За проїзд у приміському поїзді встановлений приміський тариф, який є єдиним всередині залізниці. Як правило, він нижчий, ніж проїзд на аналогічну відстань в поїзді далекого прямування і в автобусі. Тарифікація в приміському сполученні на досить інтенсивних приміських лініях може бути зонною і покілометровою, і як правило, вона не залежить від напрямку поїздки. На неінтенсивних приміських лініях застосовується загальний тариф (тариф проїзду в загальному чи міжобласному вагоні пасажирського поїзда далекого прямування), для проїзду на таких приміських лініях встановлено квитки особливих видів.
У класичному варіанті приміський поїзд має № 6001—6999.

### У світі
При більшості великих міст світу також є приміське сполучення залізниць. Зазвичай воно є приміськими маршрутами національних залізниць. Також у Німеччині, Індії, Японії, Австралії та ряді інших країн системи S-Bahn (cityrail) виходять в передмістя, хоча переважно обслуговують жителів міст.
У Північній Америці пасажирський залізничний транспорт і приміське сполучення, занепали після Другої світової війни, але з 1980-х років спостерігається зростання популярності цього виду транспорту. Станом на 2010 рік у США діє понад двадцять систем приміського залізничного транспорту, відомих в цій країні як англ. commuter rail (від слова англ. commuting — маятникова міграція).

### В Україні
В Україні приміські поїзди абсолютно безкоштовно перевозять пенсіонерів та інші групи пільговиків.
Тарифи (крім Придніпровської залізниці) досить невисокі. Водночас стан приміських поїздів часто бажає кращого.
Здебільшого використовуються таки типи поїздів: самохідні електропоїзди, самохідні дизель-поїзди. Через дефіцит приміського рухомого складу на низці напрямків курсують звичайні плацкарні (іноді навіть купейні) вагони в режимі загального.
На приміські поїзди України не потрібно резервувати місця заздалегідь. Якщо є каса на станції відправлення, потрібно перед відправленням придбати квиток в касі (це можна зробити і за кілька днів). Якщо на станції немає каси, квиток купується в поїзді у провідника-касира. Провідник може продати квиток і від станції, де є каса, але за таку послугу стягує комісійний збір (декілька гривень).
На багатьох вузлових станціях і станціях з великим пасажиропотоком (особливо в околицях Києва і Харкова) вихід на посадку до приміських поїздів закрито турнікетами. Перевірка буває як на вхід, так і на вихід. Також на вузлових станціях зазвичай приміські каси працюють в окремому залі від решти кас.

## Kyiv Boryspil Express

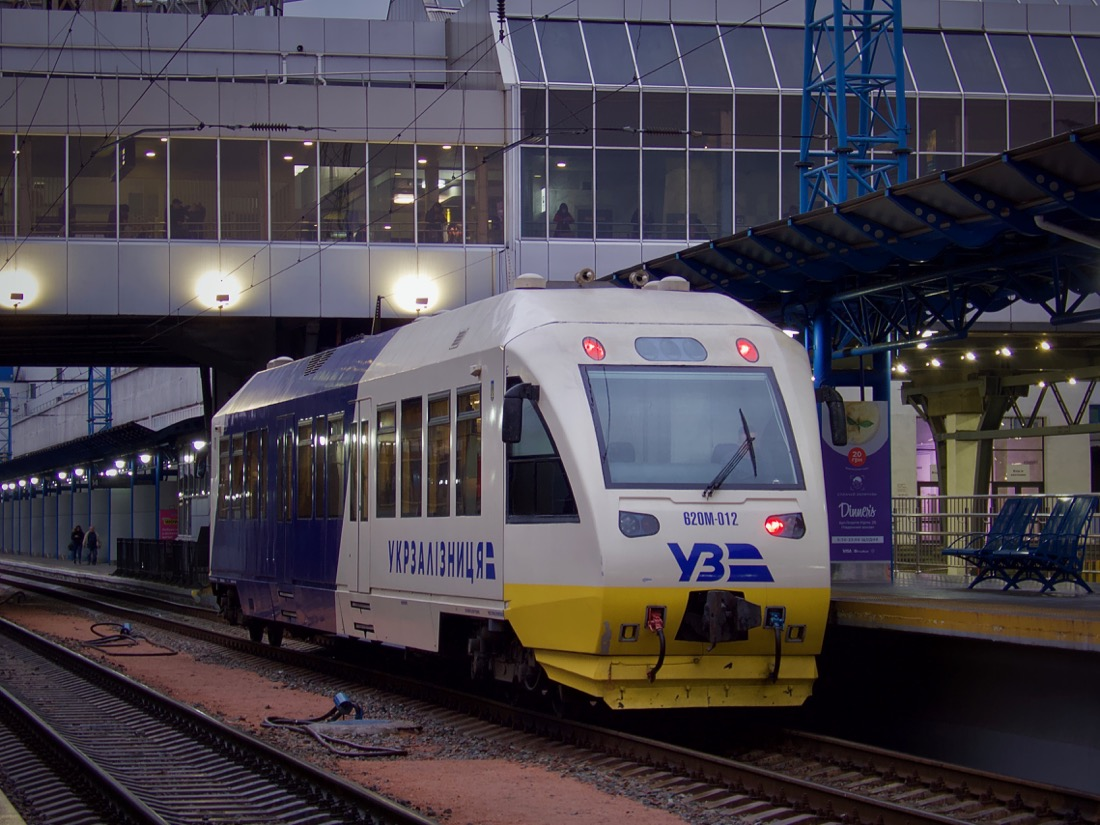
«Kyiv Boryspil Express »на станції Київ-Пасажирський

30 листопада 2018 року розпочав роботу перший спеціалізований приміський швидкісний залізничний експрес «Kyiv Boryspil Express», який обслуговує виключно авіапасажирів міжнародного аеропорту «Бориспіль».

## Рухомий склад
Моторвагонний рухомий склад може використовуватися під приміські поїзди підвищеної комфортності, а також приміські експреси і місцеві пасажирські поїзди.

### Електропоїзди

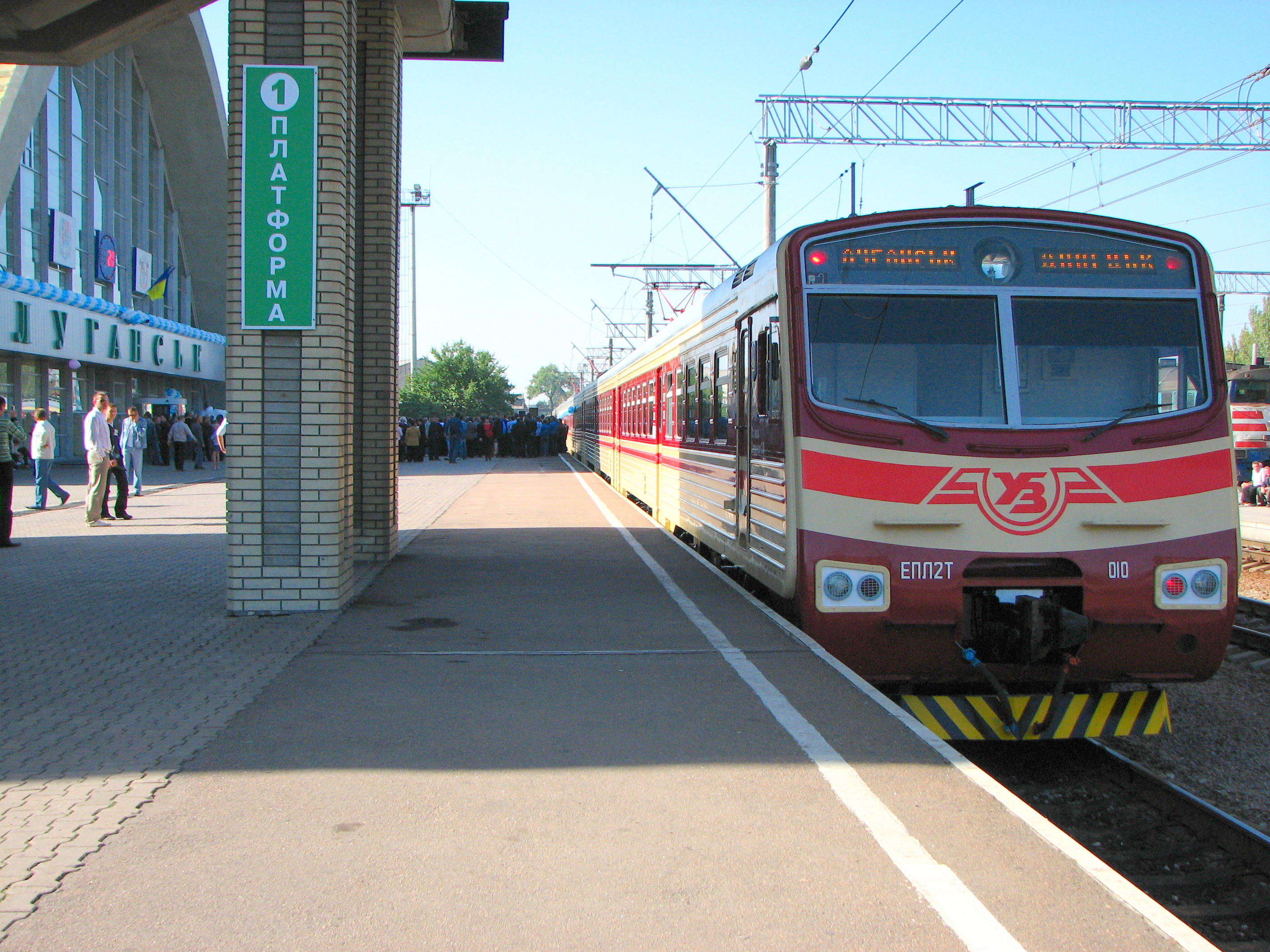
Електропоїзд ЕПЛ2Т-010 «Луганськ — Донецьк» на станції Луганськ

Рухомим складом на приміських лініях можуть використовуватися електропоїзди, що складаються з головних, моторних та причіпних вагонів. Поїзд містить 2 головних вагони, з яких відбувається управління складом. Кількість моторних вагонів не повинна бути меншою, ніж кількість головних і причіпних вагонів разом узятих. Виходячи з цього, мінімальна кількість вагонів у приміському електропоїзді на території України 4 вагони. Найбільша кількість вагонів в електропоїзді, які використовує «Укрзалізниця» — 12.
На залізницях України у приміському сполученні використовуються електропоїзди:
- на постійному струмі: ЕР1, ЕР2, ЕР2Р, ЕР2Т, ЕПЛ2Т, ЕД4, ЕД2Т;
- на змінному струмі: ЕР9, ЕПЛ9Т, ЕД9.

### Дизель-поїзди

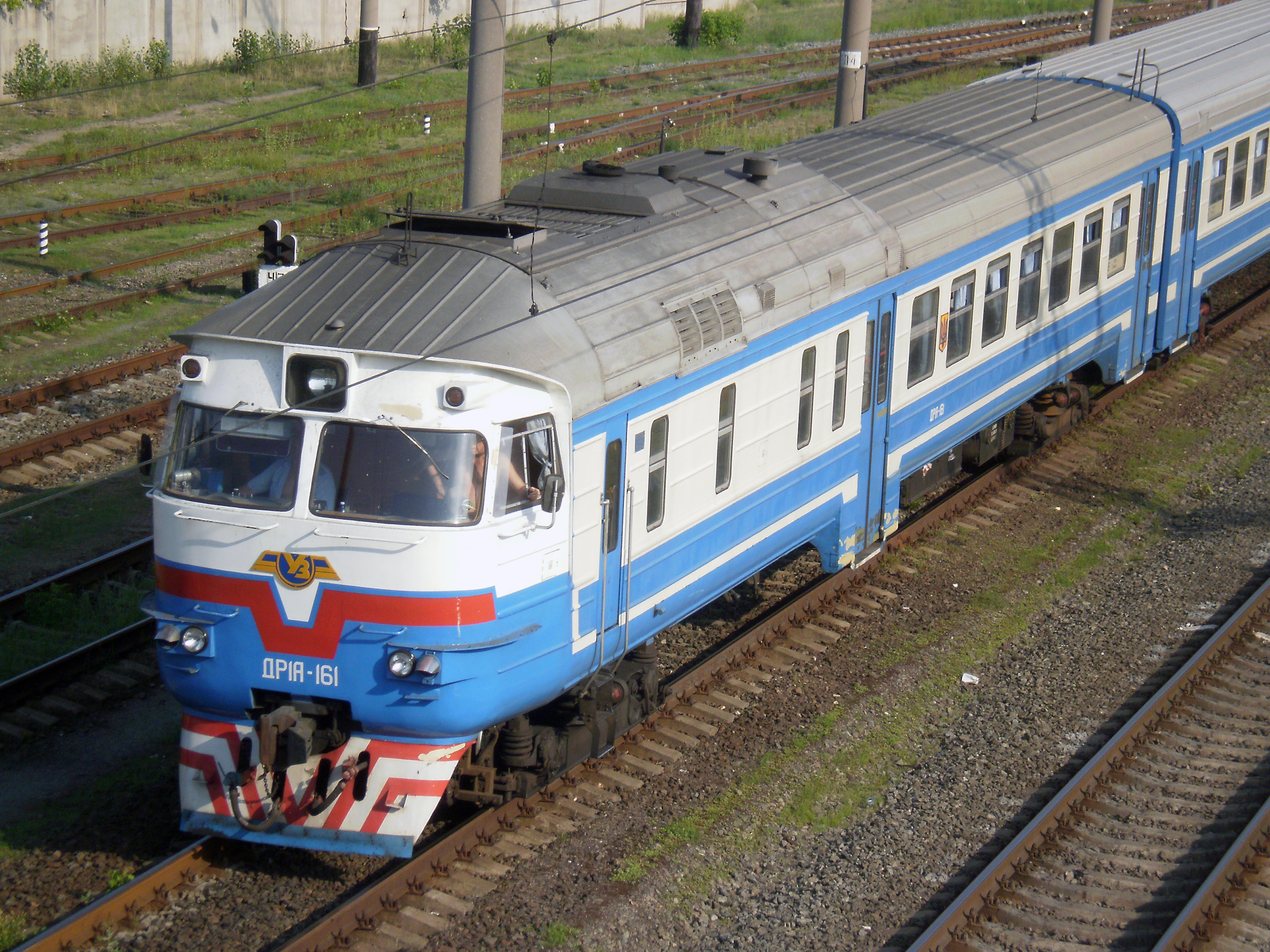
Дизель-поїзд ДР1А на ст. Київ-Дніпровський прямує до пл. Вишгород

Дизель-поїзди, що складаються з головних (вони ж — моторні) і причіпних вагонів. За технічною характеристикою дизель-поїзд може мати в своєму складі від 2 до 6 вагонів. Також використовують трьохвагонні дизель-поїзди (з одним моторним вагоном, інший головний вагон має лише кабіну дистанційного управління). Також за схемою дизель-поїзда можуть працювати деякі автомотриси з причіпними секціями. На залізницях України в приміському сполученні використовуються такі дизель-поїзди: Д1, ДПЛ1, ДПЛ2, ДЕЛ-01,  ДЕЛ-02, ДР1.

### Рейкові автобуси

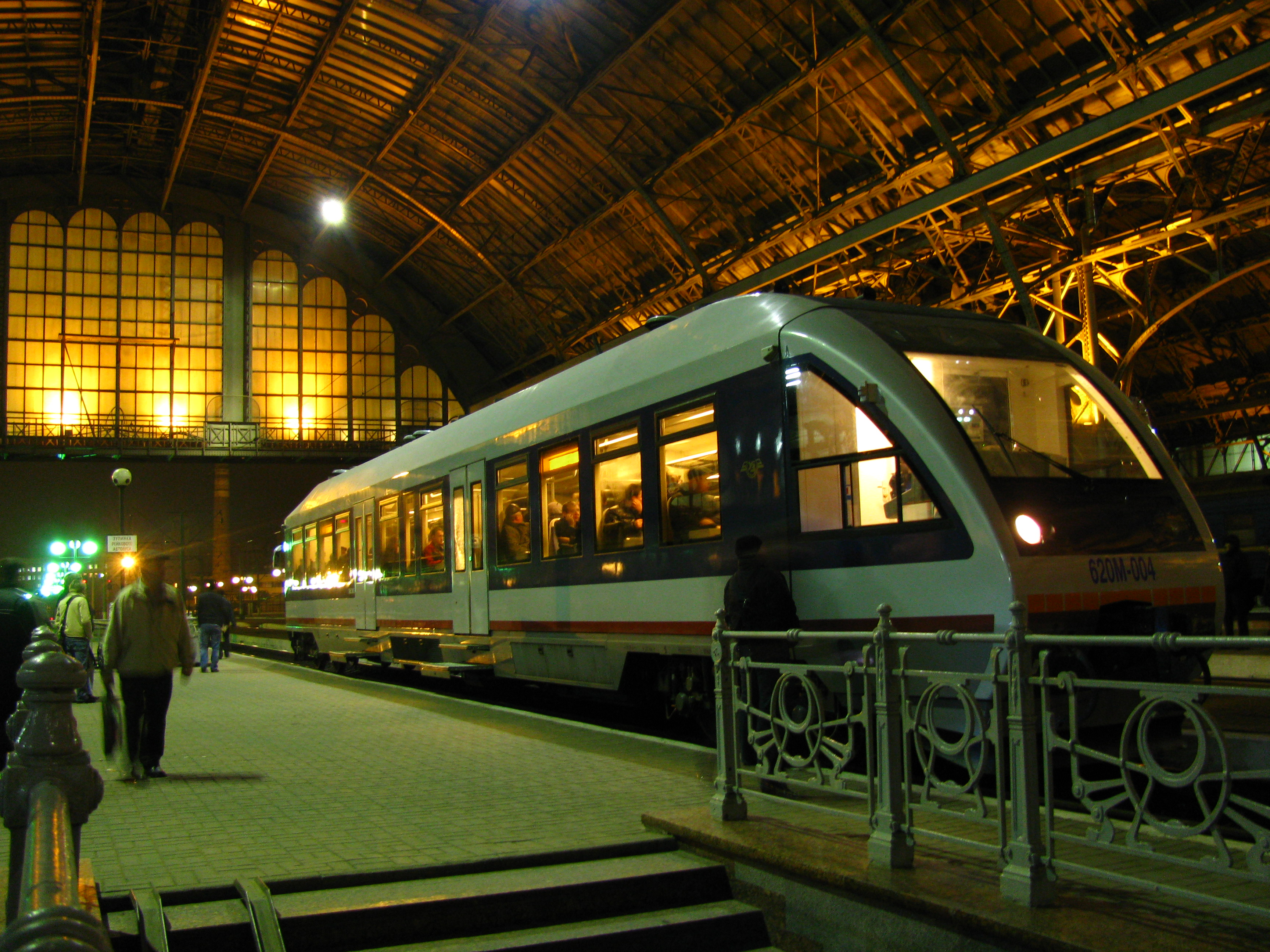
Рейковий автобус 620M-004 на вокзалі станції Львів

Рейкові автобуси — автомотриси, призначені для обслуговування швидкісних маршрутів і ділянок з малим пасажиропотоком. Можуть складатися з 1—3 секцій. Електро-, дизель-поїзди та рейкові автобуси відносяться до моторвагонного рухомого складу, перевагами якого є поліпшена кінематика складу (швидкий розгін і гальмування), невеликий час «розвороту» (зміни напрямку руху) поїзда (особливо у рейкового автобуса). На залізницях України в приміському сполученні використовуються такі рейкові автобуси: 620М, 630М, РА2.

### ЦМВ під локомотивною тягою
Рухомий склад з цільнометалевих вагонів (ЦМВ) на локомотивній тязі відрізняється, як правило, малою кількістю вагонів (зазвичай від 1 до 5). Зазвичай використовуються плацкартні вагони пасажирських поїздів або міжобласні вагони з місцями 3 класу. Зустрічаються у віддалених районах, в яких ускладнена подача моторвагонного рухомого складу; або застосовуються на лініях з дуже низьким пасажиропотоком (так як мінімальна довжина електро- або дизель- поїзда становить 4 вагони, а в даному складі може бути 2, або навіть 1 вагон — наприклад, маршрут Рені — Етулія), на електрифікованих лініях з різними видами струму, де звичайні електропоїзди запустити неможливо (типовий приклад — поїзд Знам'янка (змінний струм) — П'ятихатки-Пас. (постійний струм), так само як на лініях, де частина маршруту проходить по електрифікованій ділянці, а інша частина — по неелектрифікованій. Або ж це може бути пов'язано з тривалим нічним маршрутом (прикладом може слугувати поїзд Гайворон — Вінниця з 5 плацкартних вагонів або ж поїзд Львів — Рава-Руська, де вдень курсує дизель, а пізно ввечері — плацкартні вагони).
З вагонів ЦМВ можуть також складатися «місцеві» пасажирські поїзди (з номерами 601—699), які в певних ситуаціях можуть виконувати функції приміського поїзда, зупиняючись на зупинках без квиткових кас. У районах з малою щільністю населення можуть курсувати вантажно-пасажирські поїзди (номери — 901—949), які також належать до пасажирського залізничному транспорту.

## Проїзні документи
В Україні проїзні документи реалізуються через касові апарати «СПЕККА».